# Dora Schlatter (Politikerin)
Dora Schlatter (* 22. August 1890 in Greifswald; † 10. Oktober 1969 in Tübingen) war eine deutsch-schweizerische Politikerin (CDU). Sie war 1946/47 Mitglied in der Beratenden Versammlung des Landes Württemberg-Hohenzollern.

## Leben
Dora Schlatter ist die Tochter von Adolf Schlatter, einem Schweizer Professor für Neutestamentliche Theologie. Ihre Tante ist die Schweizer Pädagogin und Schriftstellerin Dora Schlatter. Nachdem der Vater eine Professur in Tübingen angenommen hatte, lebte Dora Schlatter dort.
Nach dem Zweiten Weltkrieg trat Dora Schlatter der CDU bei und wurde 1946 Mitglied in der Beratenden Landesversammlung Württemberg-Hohenzollern. Dort saß sie im Geschäftsordnungsausschuss. Neben Luitgard Schneider (CDU) und Gertrud Metzger (SPD) war sie eine von nur drei Frauen in der Landesversammlung. 1947 schied sie wieder aus. Im Tübinger Gemeinderat saß sie von 1946 bis 1956. Sie widmete sich vor allem sozialen und kulturellen Aufgaben.